# 笑容背後
《笑容背後》是美國搖滾樂團帕拉摩爾樂團的第5張錄音室專輯，由拉麵工坊於2017年5月12日發行，樂團前張專輯為2013年的同名專輯。《笑容背後》由吉他手泰勒·約克和先前的合作者賈斯汀·梅達爾-約翰森森共同製作。該專輯是自扎克·法羅回歸（他與哥哥喬什於2010年離開樂團）和前貝斯手傑里米·戴維斯2015年離開樂團以來的首張專輯。《笑容背後》完全異於樂團此前的流行龐克和另類搖滾風格，並在歡快和活潑的聲音下，探討疲憊、抑鬱和焦慮等主題。
《笑容背後》獲樂評人廣泛讚譽，並讚揚樂團新的音樂方向、專輯的1980年代新浪潮和合成器流行風格。多家出版物，如《告示牌》和《滾石》，將該專輯列入其年終榜單。2019年，Pitchfork將該專輯列入最佳專輯十年榜第169名。
《笑容背後》收錄了5首單曲。〈Hard Times〉於2017年4月19日發行；〈Told You So〉於2017年5月3日發行；〈Fake Happy〉於2017年8月29日發行；〈Rose-Colored Boy〉於2018年3月2日發行；〈Caught in the Middle〉於2018年6月26日發行。該專輯發行首週以67,000張专辑等价单位在美國《告示牌》二百大專輯榜獲第6名，為樂團第3張在榜單獲前10名的專輯。

## 背景與錄製
2016年1月19日，樂團主唱海莉·威廉斯宣布樂團正在創作第5張專輯，樂團前張專輯為2013年同名專輯《帕拉摩爾樂團》。6月7日，樂團官方帳號在社群媒體發布前鼓手扎克·法羅和製作人賈斯汀·梅爾達-約翰森入鏡的照片，隔日發布樂團在錄音室的短片，當月錄製專輯。6月17日，法羅再次於官方帳號發表的照片入鏡，照片他坐在爵士鼓旁，媒體稱他很有可能已回歸樂團。法羅不久後澄清他只是為專輯錄製鼓點，並非回歸樂團。該專輯於樂團發跡地纳什维尔的老牌錄音室RCA錄音室A製作，為樂團首次在發跡地錄製專輯。該專輯由吉他手泰勒·約克和賈斯汀·梅爾達-約翰森共同製作，兩人也曾製作樂團同名專輯。專輯於2016年11月結束錄製。2017年2月2日，樂團宣布法羅以正式鼓手的身分回歸樂團。
威廉斯在接受《纽约时报》採訪時表示：「我甚至不知道我們是否會再做一張專輯……有段時間我甚至不想去做（專輯）。然後又覺得，我想去做，但我不知道我們該怎麼做」。此外，威廉斯於《DIY》採訪時提到，「我覺得我們仍經驗不足，尤其是這張專輯。我感覺還可以嘗試很多新事物，對生命也有不少新感受——你終於跨過否認自己已成年的那道坎。這是一張瘋狂的專輯」。

## 宣傳與發行
2017年4月19日，專輯主打单曲〈Hard Times〉與其音樂錄影帶一同發布，同日開放專輯預購，並公布專輯名稱、封面設計、曲目列表和發行日期。隨後帕拉摩爾樂團於官方網站宣布將於歐洲巡演，首站為6月15日的愛爾蘭場。同日Riot Fest音樂節也宣布樂團將參與9月舉辦的演出。5月3日，樂團發布專輯第2張單曲〈Told You So〉及其音樂錄影帶。5月10日，專輯於正式發行前已在網路洩露。5月12日專輯發行，當日樂團宣布將於2018年4月6日至10日舉行第3次「Parahoy!」郵輪巡遊，路線為迈阿密到拿骚。2017年5月17日，樂團於《吉米·坎摩尔直播秀》演唱〈Hard Times〉，5月25日於《詹姆斯·柯登深夜秀》演唱〈Told You So〉。8月29日，樂團發布專輯第3張單曲〈Fake Happy〉。2018年2月5日，專輯第4張單曲〈Rose-Colored Boy〉與由沃倫·傅執導的音樂錄影帶一同發布。2018年6月26日，專輯最後一張單曲〈Caught in the Middle〉的音樂錄影帶發布。

## 詞曲
《笑容背後》是帕拉摩爾樂團在音樂風格的重大轉變，迥異於以往的流行龐克、Emo等曲風。AllMusic的馬特·科勒稱該專輯屬新浪潮音樂。《Paste》的伊蘭娜·卡普蘭認為該專輯是1980年代的新浪潮流行樂。《告示牌》的克里斯·佩恩也稱其為「80年代早期的新浪潮」專輯，並表示專輯曲目是「光滑、充滿陽光氣息的另类摇滚」。《The Forty Five》的瑪麗安·艾洛伊斯認為該專輯是一張合成器流行專輯。《Spin》的布拉德·尼爾森認為專輯屬新浪潮，並提到該專輯是「樂團最樂觀、動感的專輯。聲音清脆，每層皆清晰可辨，沒有傳統搖滾的模糊效果和混響，並取材了80年代流行樂和自由風格中節奏分離之特點」。美國《新闻日报》的格倫·甘博亞表示樂團「在自己的流行搖滾世界更加深入」，且專輯展現「80年代流行樂的糖果色能量，其由生動的合成器和尖銳的西非風格吉他組成」。Pitchfork的萊恩·多姆巴爾稱該專輯為「一張80年代的流行搖滾作品」，並提到吉他手泰勒·約克自80年代搖滾和流行樂汲取靈感，重現了近似传声头像、保罗·西蒙、手鐲合唱團的風格。The Line of Best Fit的丹尼·萊弗斯指出「樂團完全擁抱了適合排行榜的強力流行曲風」。PopMatters認為該專輯「融合了80年代新浪潮、放克和合成流行的精緻元素」。Punknews.org稱該專輯為「80年代電子流行專輯」。《綜藝》的伊芙·巴洛提到樂團憑藉上張同名專輯中〈Ain't It Fun〉的轉型成功，在《笑容背後》打造了更具野心和實驗性的音樂。

## 專業評價
| 綜合得分             | 綜合得分 |
| 來源                 | 評分     |
| -------------------- | -------- |
|                      | 7.9/10   |
|                      | 82/100   |
| 評論得分             |          |
| 來源                 | 評分     |
| AllMusic             | [ 34 ]   |
| 《前音後果》         | B        |
| 《Drowned in Sound》 | 8/10     |
| 《衛報》             | [ 49 ]   |
| 《新闻日报》         | A−       |
| 《新音乐快递》       | [ 50 ]   |
| 《Pitchfork》        | 7.5/10   |
| 《滾石》             | [ 51 ]   |
| Sputnikmusic         | 4.1/5    |
| 《今日美國》         | [ 53 ]   |

《笑容背後》獲樂評人廣泛讚譽。根據Metacritic的資料，該專輯獲82分（滿分100分，基於15條評論），達「普遍讚譽」評級。

### 獲獎紀錄
| 出版物                | 獎項                    | 排名   | 參考   |
| --------------------- | ----------------------- | ------ | ------ |
| AllMusic              | AllMusic 2017年最佳專輯 | 不適用 | [ 54 ] |
| 《告示牌》            | 2017年50佳專輯          | 15     | [ 55 ] |
| 《前音後果》          | 2017年50大專輯          | 45     | [ 56 ] |
| 《Drowned in Sound》  | 2017年最愛專輯          | 13     | [ 57 ] |
| 《新音乐快递》        | 2017年度專輯            | 20     | [ 58 ] |
| 《Noisey》            | 2017年100佳專輯         | 33     | [ 59 ] |
| 全国公共广播电台      | 2017年50佳專輯          | 50     | [ 60 ] |
| 《PopMatters》        | 2017年60佳專輯          | 52     | [ 42 ] |
| 《滾石》              | 2017年50佳專輯          | 25     | [ 61 ] |
| 《The Skinny》        | 2017年50大專輯          | 14     | [ 62 ] |
| 《Stereogum》         | 2017年50佳專輯          | 37     | [ 63 ] |
| 《Time Out New York》 | 2017年最佳專輯          | 8      | [ 64 ] |

## 商業表現
《笑容背後》發行首週於《告示牌》二百大專輯榜獲第6名，為樂團第3張榜單前十專輯，並獲67,000張专辑等价单位，其中53,000張為純銷量。該專輯獲美國唱片業協會金唱片認證。該專輯也於澳大利亞、奧地利、加拿大、愛爾蘭、紐西蘭、蘇格蘭、英國等地榜單獲前十名。

## 曲目
| 曲序     | 曲目                 | 词曲                                | 时长  |
| -------- | -------------------- | ----------------------------------- | ----- |
| 1.       | Hard Times           |                                     | 3:02  |
| 2.       | Rose-Colored Boy     | 威廉斯 扎克·法羅 （ 英语 ： Zac Farro） 約克 | 3:32  |
| 3.       | Told You So          |                                     | 3:08  |
| 4.       | Forgiveness          |                                     | 3:40  |
| 5.       | Fake Happy           |                                     | 3:55  |
| 6.       | 26                   |                                     | 3:40  |
| 7.       | Pool                 | 威廉斯 法羅 約克                    | 3:52  |
| 8.       | Grudges              | 威廉斯 法羅 約克                    | 3:06  |
| 9.       | Caught in the Middle |                                     | 3:34  |
| 10.      | Idle Worship         |                                     | 3:18  |
| 11.      | No Friend            | 威廉斯 亞倫·韋斯 （ 英语 ： MewithoutYou） 約克 | 3:24  |
| 12.      | Tell Me How          |                                     | 4:20  |
| 总时长： | 总时长：             | 总时长：                            | 42:31 |

## 榜單
| 榜單（2017年）                            | 最高排名 |
| ----------------------------------------- | -------- |
| 澳大利亞（ARIA專輯榜）                    | 3        |
| 奧地利（奧地利Ö3專輯榜）                  | 10       |
| 比利時法蘭德斯（Ultratop專輯榜）          | 24       |
| 比利時瓦隆（Ultratop專輯榜）              | 65       |
| 加拿大（《告示牌》Canadian Albums Chart） | 9        |
| 捷克（ČNS IFPI專輯榜）                    | 57       |
| 荷蘭（MegaCharts專輯榜）                  | 17       |
| 芬蘭（Suomen virallinen lista專輯榜）     | 14       |
| 法國（SNEP專輯榜）                        | 75       |
| 德國（Offizielle Top 100專輯榜）          | 18       |
| 匈牙利（MAHASZ專輯榜）                    | 36       |
| 愛爾蘭（IRMA專輯榜）                      | 4        |
| 義大利（FIMI專輯榜）                      | 14       |
| 墨西哥（AMPROFON專輯榜）                  | 10       |
| 紐西蘭（RMNZ專輯榜）                      | 7        |
| 挪威（VG-lista專輯榜）                    | 24       |
| 葡萄牙（AFP專輯榜）                       | 18       |
| 蘇格蘭（OCC專輯榜）                       | 4        |
| 西班牙（PROMUSICAE專輯榜）                | 15       |
| 瑞典（Sverigetopplistan專輯榜）           | 19       |
| 瑞士（Schweizer Hitparade專輯榜）         | 29       |
| 英國（OCC專輯榜）                         | 4        |
| 美国（《告示牌》200）                     | 6        |
| 美國（《告示牌》Top Alternative Albums）  | 1        |
| 美國（《告示牌》Top Rock Albums）         | 1        |

| 榜單（2017年）                            | 排名 |
| ----------------------------------------- | ---- |
| 美國（《告示牌》Top Current Album Sales） | 93   |
| 美國（《告示牌》Top Rock Albums）         | 32   |
| 美國（《告示牌》Top Alternative Albums）  | 19   |

## 銷量認證
| 地區                   | 认证 | 认证单位/销量 |
| ---------------------- | ---- | ------------- |
| 英国（英国唱片业协会） | 金   | 100,000‡      |
| 美国（美國唱片業協會） | 金   | 500,000‡      |
| ‡僅含認證的+實際銷量   |      |               |